# 恋暴動/DAIKIRAI-DAISUKI
「恋暴動／DAIKIRAI-DAISUKI」（こいぼうどう／だいきらい-だいすき）は、日本のガールズバンド・HAPPY BIRTHDAYの1枚目のシングル。2012年8月15日、ソニー・ミュージックアソシエイテッドレコーズから発売された。
本作は両A面シングルであり、タイトル曲のうち「恋暴動」はテレビアニメ『貧乏神が!』のエンディング・テーマとして起用された。また、リリースは通常盤と期間限定生産盤の2形態で行われたが、形態によって収録曲およびディスクジャケットの仕様が異なっている。

## 収録曲

### 通常盤
1. 恋暴動 [4:07]
  - 作詞・作曲：坂口喜咲、編曲：HAPPY BIRTHDAY / 大久保友裕
  - テレビ東京系アニメ『貧乏神が!』エンディング・テーマ
2. DAIKIRAI-DAISUKI [3:50]
  - 作詞・作曲：坂口喜咲、編曲：HAPPY BIRTHDAY / 大久保友裕
3. アイプチコンプレックス - Kanimiso MIX - [6:04]
  - 作詞・作曲：坂口喜咲

### 期間生産限定盤
1. 恋暴動
2. DAIKIRAI-DAISUKI
3. アイプチコンプレックス - Kanimiso MIX -
4. 恋暴動（アニメsize） [1:31]

## 楽曲解説
恋暴動
「女と女の争い」というテーマのもと、腹の立つ女に対する感情を歌った曲。作詞作曲を手掛けたきさ曰く、以前から「媚を売っている女子の歌を書きたい」という思いがあり、今回、「女の闘いを出せるタイミング」だと判断して歌詞を書いたという。

## ディスクジャケット
本作は、通常盤と期間限定生産盤でディスクジャケットの仕様が異なっている。
通常盤のディスクジャケットでは、「レッツチャット」シリーズの登場キャラクター・パッツィダックがナイトキャップを被って受話器を握る姿が描かれている。一方、期間限定生産盤のディスクジャケットには『貧乏神が!』の登場人物・桜市子と紅葉が描かれており、ジャケットのシートを剥がすと2人が水着姿になる「生着替え」仕様となっている。

## ミュージック・ビデオ
「恋暴動」「DAIKIRAI-DAISUKI」ともにミュージック・ビデオが制作され、YouTubeのSony Music公式チャンネルで公開されている。このうち、「恋暴動」は7月23日に公開され、9月19日時点で21万回を超える再生回数を記録した。
なお、「恋暴動」のミュージック・ビデオは、6月22日に行われたHAPPY BIRTHDAYのワンマンライブの映像を編集したものである。一方、「DAIKIRAI-DAISUKI」のミュージック・ビデオは、「レッツチャット」シリーズの登場キャラクターとバイキンクンが登場し、恋愛劇を繰り広げるアニメーションとなっている。

## チャート成績
オリコンチャートのCDシングルランキングでは、2012年8月14日付のデイリーランキングで50位を記録し、2012年8月27日付の週間ランキングでは初登場68位を記録した。なお、初動売上は0.1万枚である。
Billboard JAPANでは、2012年8月27日付のBillboard JAPAN HOT 100で38位、Billboard JAPAN Hot Singles Salesで64位、Billboard JAPAN Hot 100 Airplayで28位、Billboard JAPAN Hot Animationで6位を記録した。
このほか、2012年8月25日放送分の『COUNT DOWN TV』では、This Week's TOP 100で88位となった。